# 2019年8月17日喀布爾爆炸襲擊
2019年8月17日，在阿富汗喀布爾的一場婚禮上發生了自殺式炸彈攻擊。該次攻擊造成至少63人死亡，182人受傷。伊斯蘭國隨後承認犯案，並稱此次攻擊的目標是伊斯蘭教什葉派。襲擊發生時，有1,000多人聚集在一起參加婚禮。這起爆炸案發生於阿富汗獨立一百周年的前一天，這也導致政府推遲在達魯爾·阿曼宮計劃舉行的慶祝活動。

## 事件經過
此次自殺式炸彈攻擊發生於當地時間晚上10點40分左右，地點在西喀布爾一處什葉派哈扎拉人聚居的婚宴會場。自殺式炸彈襲擊者在婚禮大廳的男人區、靠近音樂家演奏的地方引爆了身上的炸彈背心 。當時有數百人在建築物內舉行婚禮。
爆炸發生在婚禮儀式開始前不久。根據婚禮大廳的主人的說法，共有超過1200人被邀請參加這次婚宴，其中包括什葉派和遜尼派的信徒。大多數與會者都是哈扎拉人。新娘和新郎都是什葉派，且都來自工人階級的家庭，其中新郎當時的工作為裁縫師。他們的家人曾討論如何安排婚禮的時間，以盡量減少襲擊的風險。
爆炸造成了至少63人死亡，182人受傷，其中有許多罹難者是兒童。新娘和新郎都在爆炸中存活下來，但其部分家庭成員則不幸罹難。

## 責任歸屬
發生爆炸案的隔天，伊斯蘭國的當地分支機構承認此次犯案。聲明中還提到，在婚禮大廳內發生爆炸襲擊後、救護車抵達時，他們又在會場外面引爆了一枚汽車炸彈。後續的汽車爆炸事件尚未得到當局的確認。
塔利班否認對此次襲擊事件負責，並稱「塔利班以最嚴厲的措辭譴責這次的爆炸事件」。

## 反應

### 國內
阿富汗總統阿什拉夫·加尼·艾哈迈德扎伊譴責這次“不人道”和“野蠻”的襲擊，並向受害者和遇難者家屬表示哀悼。他還提到，塔利班也不能完全逃避外界在這次襲擊事件對其的指責，「塔利班無法免責，因為它們為恐怖分子提供了平台。」
塔利班則否認了對這次襲擊的責任，並對其進行譴責。發言人扎比烏拉·穆雅希德在一份聲明中提到該組織「強烈譴責此次針對喀布爾市一家旅館內平民的爆炸事件」，並同時補充，「對包括婦女和兒童在內的平民進行的野蠻、蓄意的攻擊是被禁止的，也是毫無道理的。」

### 國際
- 联合国－聯合國駐阿富汗援助團（UNAMA）於事發隔日發表聲明譴責此次爆炸事件。「聯合國駐阿富汗援助團譴責昨晚的喀布爾襲擊事件。初步報告顯示，平民死亡數十人，受傷的人數更多，其中包括婦女和兒童。」[23]

- 美国－美國阿富汗和解問題特別代表（U.S. Special Representative for Afghanistan Reconciliation）扎勒米·哈利勒扎德譴責了這次襲擊事件，並說「必須加快阿富汗和平進程，包括阿富汗內部的談判。阿富汗和平進程的成功，將使阿富汗人能更有力地擊敗伊斯蘭國」。[24]

- 美国－美國駐阿富汗大使約翰·羅德尼·巴斯（英语：John R. Bass）在一則推文中譴責襲擊事件，稱「昨天在喀布爾婚禮發生的爆炸案是極端墮落的行為。我們向遇難者及其家屬表示衷心的哀悼。沒有人應該受到這種襲擊，尤其是無辜的孩子。」[25]

- 沙烏地阿拉伯－沙烏地阿拉伯外交部在推特上發表聲明稱，他們「譴責並抨擊在阿富汗首都喀布爾舉行的婚禮上發生的自殺式爆炸事件」，並「重申（沙烏地阿拉伯）堅決反對意圖恐嚇無辜百姓的立場」[26]。

- 印度－印度外交部（英语：Ministry of External Affairs (India)）在一份官方聲明中譴責這次襲擊事件，稱「印度強烈譴責昨天使無辜平民喪生的喀布爾婚禮爆炸事件。我們向在這次襲擊中受害者的家屬表示誠摯的哀悼，並希望傷者早日康復。」[27]

- 土耳其－土耳其內政部（英语：Turkish Interior Ministry）對爆炸事件表示「極度悲痛」，並強烈譴責「針對無辜人民的這場不人道的恐怖主義襲擊，並希望安拉憐憫喪生者，迅速使受傷的人痊癒，並向和善的阿富汗政府和兄弟般的阿富汗人民表示哀悼。」[28]

- 巴基斯坦－巴基斯坦外交部（英语：Ministry of Foreign Affairs (Pakistan)）發表聲明，譴責此次的喀布爾襲擊，及一切形式和表現的恐怖主義[29][30][31]。

- 阿联酋－阿聯外交和國際合作部（英语：Ministry of Foreign Affairs and International Cooperation (United Arab Emirates)）在一份聲明中譴責在喀布爾發生的襲擊，並重申支持阿富汗政府打擊恐怖主義[32]。

## 外部鏈結
- Afghanistan: Bomb kills 63 at wedding in Kabul（页面存档备份，存于）
- Islamic State claims responsibility for Kabul wedding hall blast（页面存档备份，存于）
- 63 Killed as Explosion Turns Kabul Wedding Into Carnage（页面存档备份，存于）